# Pelidnota matogrossensis
Pelidnota matogrossensis är en skalbaggsart som beskrevs av Frey 1976. Pelidnota matogrossensis ingår i släktet Pelidnota och familjen Rutelidae. Inga underarter finns listade i Catalogue of Life.